# Operación Cottbus
La Operación Cottbus fue una operación antipartisana durante la ocupación de Bielorrusia por la Alemania nazi. La operación comenzó el 20 de mayo de 1943 durante la ocupación del norte de Bielorrusia, concretamente las áreas de Begoml, Lépiel y Ushachy. Varias unidades colaboracionistas bielorrusas, letonas, lituanas y ucranianas participaron en la operación, junto con la SS-Sturmbrigade Dirlewanger.
Numerosos pueblos fueron arrasados e incendiados como parte de la operación. El resultado oficialmente comunicado del operativo fue que unas 9.800 personas habían sido asesinadas (6.087 muertas en combate y 3.709 ejecutadas) y 4.997 hombres, pero solo 1.056 mujeres, habían sido recogidas como trabajos forzados. Es probable que estas cifras sean una subestimación de los muertos. La radio alemana informó de 15.000 muertos, aunque solo el Einsatzgruppe Dirlewanger informó de pérdidas enemigas de alrededor de 14.000 muertos, aunque este informe no se refiere a toda la operación. Teniendo en cuenta que otros dos grupos de combate participaron en la operación, se estima que el número probable de muertos durante la operación haya sido de al menos 20.000.
Es probable que la mayoría de los muertos fueran civiles desarmados. Los informes alemanes contemporáneos describieron a los muertos como miembros de "bandas", aunque más adelante en el informe se expresan dudas sobre la exactitud de estas cifras, con la suposición de que "numerosos campesinos" deben haber estado entre los muertos y señalando que "Dirlewanger especialmente ha una reputación de destruir muchas vidas humanas". El mismo informe indica que hubo 59 alemanes muertos. Aproximadamente 950 armas fueron capturadas durante la operación.